# Teenage Mutant Hero Turtles (videogioco 1989 arcade)
Teenage Mutant Hero Turtles, pubblicato con il titolo Teenage Mutant Ninja Turtles in Nordamerica e Oceania e Teenage Mutant Ninja Turtles: Super Kame Ninja (ティーンエイジ・ミュータント・ニンジャ・タートルズ 〜スーパー亀忍者〜?, Tīneiji Myūtanto Ninja Tātoruzu: Sūpā Kame Ninja) in Giappone, è un videogioco picchiaduro a scorrimento pubblicato dalla Konami come videogioco a gettoni nel 1989. Il titolo è basato sulla prima serie animata delle Tartarughe Ninja alla riscossa, le cui trasmissioni sono iniziate negli Stati Uniti nel 1987. Negli anni successivi il videogioco è stato convertito per la console NES e per molti computer. La versione NES occidentale ha il titolo Teenage Mutant Ninja Turtles II - The Arcade Game, e a volte anche le versioni per computer sono note come Teenage Mutant Hero Turtles II, in entrambi i casi per distinguerlo da un altro Teenage Mutant Hero Turtles uscito poco prima per le stesse piattaforme, ma non derivato da un arcade.

## Trama
Dopo che il Clan del Piede rapisce la loro amica April O'Neil e successivamente il loro mentore Splinter, le tartarughe devono affrontarlo, salvare i loro compagni e sconfiggere il malvagio Shredder. Le ambientazioni sono un palazzo in fiamme, le strade e le fogne della città, fino agli scontri finali con Shredder e il suo alleato Krang nel Tecnodromo, una struttura tecnologica nemica che appare anche nelle storie originali delle Tartarughe Ninja. Tra gli altri boss vi sono Rocksteady e Bebop (prima individualmente in questo ordine, e in seguito insieme), Baxter Stockman, Granitor, General Traag.

## Modalità di gioco
Il giocatore sceglie una delle quattro tartarughe Ninja: Leonardo, Michelangelo, Donatello e Raffaello. Nel gioco arcade fino a quattro giocatori (due in alcune versioni) possono prendere il controllo di una delle tartarughe; nelle conversioni i giocatori massimi sono ridotti a due, e in quella per Commodore 64 giocano comunque alternati. I personaggi possono essere scelti all'inizio del gioco o, nella versione arcade a quattro giocatori, dipendono dalla postazione scelta. Leonardo è il personaggio più equilibrato, Michelangelo ha attacchi più forti ma minore gittata, Donatello è il più lento ma ha potenza e gittata massime, e Raffaello è il più veloce ma più debole. Lo scenario è in 2.5D, a scorrimento prevalentemente in orizzontale verso destra. Il joystick (o tastiera) a otto direzioni controlla i movimenti della tartaruga e sono possibili diversi tipi di attacco, con l'arma da mischia o con calci. I nemici combattono in corpo a corpo oppure hanno armi, anche a distanza. Le tartarughe hanno una barra dell'energia per ogni vita e la possono ricaricare raccogliendo le pizze.
La versione arcade ha due pulsanti, per il salto e per l'attacco. Nella versione arcade le tartarughe possono lanciare i soldati afferrandoli dalle gambe o dalla testa, premendo i pulsanti di salto e di attacco, in modo da eseguire un attacco speciale. Raffaello rotola lungo il terreno e finisce con un calcio, mentre le altre tartarughe fanno un rapido attacco con le loro armi. Le tartarughe possono anche balzare dal muro in certe zone. I nemici possono essere sconfitti più velocemente sbattendoli contro muri o oggetti solidi. Molti oggetti come i coni stradali, parchimetri, idranti e tamburi di petrolio che esplodono possono essere colpiti o danneggiati con attacchi per aiutare a sconfiggere i nemici vicini. Sono possibili anche alcune combo.

## Pubblicazione

### Arcade
Il gioco arcade è stato distribuito come Teenage Mutant Ninja Turtles in Nord America e Oceania, Teenage Mutant Hero Turtles in Europa e Teenage Mutant Ninja Turtles: Super Kame Ninja (ティーンエイジ・ミュータント・ニンジャ・タートルズ 〜スーパー亀忍者〜?, Tīneiji Myūtanto Ninja Tātoruzu: Sūpā Kame Ninja) in Giappone. Fu distribuito nelle sale giochi in due varianti, con un massimo di due oppure di quattro giocatori in contemporanea; la versione a quattro joystick era molto più comune. 

### Nintendo Entertainment System
Questo gioco è stato convertito per NES nel 1990 con il titolo Teenage Mutant Ninja Turtles II: The Arcade Game. La versione giapponese per Famicom è intitolata soltanto Teenage Mutant Ninja Turtles. In America venne pubblicato dalla Ultra Games, un'etichetta appartenente sempre alla Konami.
La versione NES include due nuovi livelli, uno su un lungofiume innevato e uno dentro un dojo, che presentano nuovi nemici, tra cui due nuovi boss: Tora (una bestia delle nevi simile a un cane) e Shogun (un samurai robotico), entrambi personaggi creati appositamente per il gioco.
Questa versione è caratterizzata da pubblicità indiretta a prodotti di rilievo: i loghi di Pizza Hut. La copertina posteriore del manuale di istruzioni forniva un coupon per una pizza personalizzata gratuita presso la catena di ristoranti, con data di scadenza del 31 dicembre 1991.
La conversione per NES è stata inserita anche nella macchina arcade PlayChoice-10 di Nintendo.

### Computer
Le conversioni per computer del gioco arcade sono state sviluppate dalla britannica Probe Software e pubblicate da Image Works nel 1991 per Amiga, Amstrad CPC, Atari ST, Commodore 64, MS-DOS e ZX Spectrum. Il titolo è stato cambiato in Teenage Mutant Hero Turtles: The Coin-Op! sulle copertine europee e Teenage Mutant Ninja Turtles: The Arcade Game su quelle americane (queste ultime per C64 e DOS, edite da Ultra Games e Konami). Alcune edizioni sono distribuite dalla Acclaim Entertainment. L'uso della parola "hero" è una scelta fatta nel Regno Unito, anche per la prima serie del cartone animato, perché "ninja" era ritenuto troppo legato alla violenza e inadatto ai bambini.

### Xbox Live
Una versione per Xbox Live del gioco è stata distribuita con il nome di TMNT 1989 Classic Arcade il 14 marzo 2007, pubblicata da Ubisoft e convertita da Digital Eclipse. Si tratta di una riproduzione fedele della versione arcade, con l'aggiunta della possibilità di multigiocatore offline e online, ma quest'ultima modalità soffre molto di lag. Come altri classici giochi arcade sulla piattaforma Xbox 360, parti del gioco arcade originale sono state emulate e altre nuove funzionalità aggiunte.

### Teenage Mutant Ninja Turtles 2: Battle Nexus
La versione arcade di Ninja Turtles è inclusa come gioco bonus nascosto in Teenage Mutant Ninja Turtles 2: Battle Nexus per PlayStation 2, Xbox e GameCube. La versione qui presente è quella originale per le sale giochi, ma con la musica modificata e la maggior parte delle clip vocali eliminate. Il gioco viene sbloccato raccogliendo come oggetto il cabinato originale.

## Accoglienza
Zzap!64 recensì il titolo arcade dopo che questo era apparso all'Amusement Trades Exhibition International, definendolo un "grande coin-op che dà il meglio in modalità a quattro giocatori". Secondo Guida Videogiochi risentiva dell'influenza del mercato giapponese che all'epoca aveva invaso le sale giochi con molti picchiaduro. Jared Newman del settimanale Time lo ha menzionato nella sua lista di "14 importanti giochi arcade non disponibili per iPhone o iPad", citando la pionieristica presenza simultanea di 4 giocatori.
Le conversioni ricevettero numerose recensioni, con giudizi molto variabili; di seguito se ne riassume una piccola parte. 
La versione Commodore 64 ricevette una "medaglia d'oro" (miglior gioco del mese) da Zzap!, che indicava come pecca fondamentale solo la mancanza di una vera modalità multigiocatore in questa conversione. 
Computer+Videogiochi si limitò invece a un giudizio di 65%, considerandolo esteticamente buono, ma monotono e troppo facile.
La rivista giapponese Famitsū ha dato alla versione Famicom (NES) del gioco un punteggio di 26 su 40. Computer+Videogiochi e Game Power la valutarono entrambi molto positivamente con 88%, pur riconoscendone la ripetitività a lungo andare.
K apprezzò la versione Amiga con 805/1000, ma criticando il sonoro povero e la troppa facilità. Anche Computer+Videogiochi la apprezzò con un 82%, mentre The Games Machine pur avendo gradito l'originale arcade non ritenne tecnicamente buona la conversione, valutata 2/5.